# 케이트 맥콜
《케이트 맥콜》(영어: The Trials of Cate McCall)은 2013년 공개된 미국의 드라마 영화이다. 케이트 베킨세일, 닉 놀티, 클랜시 브라운 등이 출연하였다.

## 출연진
- 케이트 베킨세일
- 제임스 크롬웰
- 마크 펠러그리노
- 애나 어니시모바
- 데이비드 라이언스
- 클랜시 브라운
- 에이바 코커
- 조니 스니드
- 제이 토머스
- 데일 디키
- 브렌던 섹스턴 3세
- 아이제이아 워싱턴
- 마이클 하이엇
- 브래드 그린퀴스트
- 닉 놀티
- 캐시 베이커
- 데버라 밴보컨버그
- 자니 판헤테렌
- 데이브 베시오
- 에이미 베네딕트

## 기타 제작진
- 공동 제작: 바버라 피오렌티노
- 라인 제작: 제니 힝키
- 배역: 바버라 피오렌티노
- 미술: 클레이 A. 그리피스
- 세트: 웨인 셰퍼드
- 분장: 앤 매스터슨
- 의상: 마이아 리버먼
- 음향 감독: 조너선 밀러
- 제작 관리: 켈리 코선
- 조감독: 브라이언 문